# Pussy Whipped
Pussy Whipped is het debuutalbum van de Amerikaanse band Bikini Kill. Het werd uitgegeven op 26 oktober 1994 door het platenlabel Kill Rock Stars.
De titel van het album is een Engelse uitdrukking die zoveel betekent als "overheerst door een vrouw". Pussy verwijst naar het vrouwelijk geslachtsorgaan en whipped naar het geslagen worden met een zweep.

## Nummers
1. "Blood One" - 1:44
2. "Alien She" - 1:41
3. "Magnet" - 1:26
4. "Speed Heart" - 1:47
5. "Lil' Red" - 2:13
6. "Tell Me So" - 2:20
7. "Sugar" - 2:22
8. "Star Bellied Boy" - 1:33
9. "Hamster Baby" - 2:20
10. "Rebel Girl" - 2:43
11. "Star Fish" - 1:03
12. "For Tammy Rae" - 3:33

## Band
- Kathleen Hanna - zang (alle nummers behalve "Speed Heart", "Tell Me So" en "Hamster Baby"), basgitaar ("Star Fish")
- Billy Karren - gitaar
- Kathi Wilcox - basgitaar (alle nummers behalve "Star Fish"), zang ("Speed Heart")
- Tobi Vail - drums, zang ("Tell Me So" en "Hamster Baby")